# Vincenzo Viviani
Vincenzo Viviani (Firenze, 1622. április 5. – 1703. szeptember 22.) olasz matematikus és tudós volt. Először Evangelista Torricelli, majd Galileo Galilei tanítványa volt.

## Élete
Viviani Firenzében született és itt nevelkedett, jezsuita iskolába járt. A Medici-házból való II. Ferdinánd toszkánai nagyherceg támogatásával matematikakönyveket vett. Evangelista Torricelli tanítványává vált. fizikával és geometriával kezdett foglalkozni.
1639-ben, 17 éves korában, Galileo Galilei segédje lett. 1642-ig – Galileo haláláig – tanítványa maradt. 1655 és 1656 között Viviani megszerkesztette az első kiadást Galileo összegyűjtött munkájából.
Torricelli halála után 1647-ben, a firenzei Accademia dell’Arte del Disegno Vivianit nevezte ki Torricelli helyére. Viviani a főherceg kísérleti akadémiájának az első tagjai között volt, (Accademia del Cimento, egy évtizeddel később hozták létre).
1660-ban Viviani és Giovanni Alfonso Borelli kísérletet tettek arra, hogy meghatározzák a hang sebességét. Egy ágyúból kilőtt lövedék villanása és hangja közötti időbeli különbségéből, és a távolságából kiszámították, hogy ez az érték 350 m/s. Ez jelentős előrelépés a korábbi 450 m/s-hoz képest. A jelenleg elfogadott érték 331,29 m/s (0 °C-on). 1661-ben az ingával és annak forgásával kísérletezett, 190 évvel megelőzve Foucaultot.
1666-ig Viviani a nagy matematikus hírneve miatt, jobbnál jobb ajánlatokat kapott. XIV. Lajos francia király például felajánlotta neki az Académie Royale professzori tisztségét, amíg II. János Kázmér lengyel király csillagászi állást ajánlott fel. Azonban a Medici nagyherceg, attól félve, hogy elveszíti Vivianit, felajánlotta, hogy legyen udvari matematikusa. Viviani ezt elfogadta.
1703-ban halt meg, azonban teljes munkásságát még halála előtt összegyűjtötte. Ezt később Luigi Guido Grandi publikálta.

## Érdekesség
A Hold Viviani nevű kráterét róla nevezték el.